# Jorge Jure Cejín
Jorge Antonio Jure Cejín (Mérida, Yucatán, 17 de junio de 1947-Ciudad de México, 19 de septiembre de 1985) fue un ingeniero mecánico y político mexicano.

## Biografía
Fue Secretario de Acción Social de la Confederación Nacional Técnica, Coordinador Nacional de las Brigadas del Camino durante la campaña de candidato José López Portillo. Fue Diputado Federal por el Partido Revolucionario Institucional en la LI Legislatura por Yucatán (1979-1982); nuevamente siendolo en el periodo de 1982-1985

### Muerte
El 19 de septiembre de 1985, falleció en Ciudad de México a los 38 años de edad, durante los derrumbes del terremoto de México de ese año.